# Microsoft Solitaire Collection
『Microsoft Solitaire Collection』（マイクロソフト ソリティア コレクション）は、Next Level Gamesなどにより開発され、Xbox Game Studiosより配信されているコンピュータゲームである。Microsoft Casual Gamesの一つ。

## 概要
これまで分かれていたソリティア、フリーセル、スパイダーソリティアの3つのソフトウェアを1つに統合し、追加のゲームモードとして2つのソリティアが収録された。またXbox Liveに対応し、Xbox実績が追加された。

## ゲーム内容
クロンダイク（ソリティア）、スパイダー、フリーセル、ピラミッド、トライピークスの5つのモードが収録されている。
Microsoft Solitaire Collectionで追加されたモードとしてデイリーチャレンジとスタークラブがある。デイリーチャレンジはその名の通り各ゲームモードのチャレンジが日替わりで提供される。スタークラブはあらかじめ用意されたチャレンジを解いてスターを獲得するものとなっている。